# He Zhuoqiang
He Zhuoqiang   (Nanhai, 12 de gener de 1967) és un aixecador de peses xinès, ja retirat, que va competir durant la dècada de 1980.
El 1988 va prendre part en els Jocs Olímpics d'Estiu de Seül, on va guanyar la medalla de bronze en la categoria del pes mosca del programa d'halterofília.
En el seu palmarès també destaquen dues medalles de plata al Campionat del món d'halterofília, el 1987 i 1989, així com dues medalles d'or als Jocs Asiàtics, el 1986 i 1990.
Durant la seva carrera esportiva va establir nou rècords del món, sis en arrancada, un en dos temps i dos en el total.